# قضم الظفر
تُعتبر مشكلة قضم الأظافر من الطرق الطبيعية التي يلجأ إليها العديد من الأشخاص للتخلص من حالات الإجهاد الشائعة. فالأشخاص الذين يقومون بقضم أظافرهم يقومون بذلك في أوقات الشعور بالإجهاد أو الحماس، أو في أوقات السأم أو الخمول. مما يعني بأن عملية قضم الأظافر هي سلوك أو عادة أكثر منها حالة عصبية. إلا أنها غالبا ما تصنف على أنها من العادات العصبية، وتشمل هذه العادات مصّة الإبهام، تنظيف الأنف بالإصبع، لف الشعر على الأصبع أو سحبه، الضغط على الأسنان، أو قرص الجلد.
ربما أنت تقوم بقضم أظافرك بدون إدراك أو وعي. فقد تكون مشغولا في نشاط آخر، مثل القراءة أو مشاهدة التلفزيون، أو التحدث بالهاتف، وتقوم بقضم أظافرك بدون تفكير أو تخطيط مسبق بمعنى أنك لا تخطط لقضم أظافرك، وإنما تجد نفسك فجأة تلتهم ما تبقى من ظفرك.
الخطورة في أن بعض الأشخاص لا يتوقفون عند قضم الأظفار بل ينتقلون إلى قضم النسيج اللحمي الناعم المحيط بالظفر.

## العلامات والأعراض
اعتبر قضم الأظافر بالأسنان أحد العادات العصبية nervous habits لفترةٍ طويلة مثله مثل مص الأصابع thumb-sucking، وغيرهما من منظومة السلوكيات التكرارية (Azrin & Nunn ,1973) و(Joubert,1995) والتي اتسعت بالتدريج لتضم مجموعة من السلوكيات الموجهة تجاه الجسد يمكننا تخيلها على متصل سلوكي يبدأ مما قد يكونُ مقبولا اجتماعيا كسلوكيات تهيئة الجسد وملحقاته المتعلقة بالمظهر Grooming Behaviors، ثم ما هو مقبول في حدودٍ كالحالات البسيطة العابرة من قرض الأظافر بالأسنان ونتف بعض الشعر في أوقات التوتر والوحدة.
ومرورا بما هو مرفوض في الحضور الاجتماعي شائعٌ في الحضور الفردي، حتى نصل في أقصى طرف المتصل إلى الأشكال المسرفة في إحداث الأذى الجسدي والتي يقترح البعض تسميتها باضطرابات السلوكيات التكرارية محدثة الأذى الجسدي Body focused Repetitive Behaviors، ونستطيع أن نعتبر معظم الحالات التي تظهر في الأطفال منتمية إلى مجموعةِ العاداتِ والسلوكيات التكرارية المألوفةِ، التي ربما تعطي الشُعُور بالارتياح في مواجهة القلقِ أو الوحدة في الأطفالِ المَحْرُومِين مِنْ الرعاية والأمانِ، وغالبا ما تستجيب هذه الحالات لتصحيح ظروف الطفل النفسية، إلا أن هناك حالات تستدعي ما هو أكثر من ذلك، وهو ما سنحاول التأمل فيه في هذا المقال.

## إحصائيات عن مشكلة قضم الأظافر
- يقضم الأشخاص من كافة الأعمار والأجناس أظافرهم، فهي حالة شائعة.
- يقوم 50 % من الأطفال ما بين عمر 10 و 18 سنة بقضم أظافرهم بشكل أو بأخر. تنتقل عادة قضم الأظافر من الطفولة إلى سن البلوغ عند الكثير من هؤلاء الأطفال.
- حوالي 23 % من الشباب، ما بين عمر 18 إلى 22 سنة، يقضمون أظافرهم.
- عدد قليل من البالغين يقضمون أظافرهم. وأكثر الأشخاص يتوقفون عن قضم أظافرهم وحدهم بعمر 30عاما . حوالي 10 % من الرجال يقضمون أظافرهم بعمر 30 عاما.
- الأولاد يقضمون أظافرهم بعد سن 10 سنوات أكثر من البنات.
- قد يشمل السلوك التكراري لقضم الأظافر عادات أخرى مثل سحب الشعر أو قرص الجلد.[3]

## العلاج
تتوفر عدة إجراءات للمساعدة على التوقف عن قضم الأظافر. بعضها تركز على تغيير السلوك وبعضها يركز على استعمال الموانع الطبيعية:
- حافظ على أظافرك نظيفة ومقلمة جيدا.
- إن الاعتناء بالأظافر يمكن أن يساعد على التقليل من عادة قضم الظفر ويشجّع على إبقائها جميلة ومرتبة.
- استعمال طلاء الأظافر بانتظام. يمكن للرجال استعمال طلاء مقوي للأظافر بدون لون.
- إذا كنت قد قضيت على ما تبقى من أظافرك فننصحك باستعمال الأظافر الصناعية المؤقتة لحماية النسيج الحيوي لأظافرك من هجوم مفاجئ منك أو من البكتيريا. ترك الأظافر الصناعية حتى نمو الأظافر مجددا، ثم بداية العناية بها.[3]
- حاول اللجوء إلى أساليب عملية لتخفيف التوتر والشعور بالإجهاد وملئ الفراغ بدلا من تفريغ أفكارك السلبية وقلقك على أظافرك.
- يستعمل النساء طلاء مر المذاق حتى يمنعن أنفسهن من قضم أظافرهن، وتتوفر هذه المواد في الصيدلية، إذا لا تترك أثرا بل طعما كريها، سيذكرك بأن لا تعبثي بأظافرك.
- وضع شرائط أو لاصقات ملونة على أظافرك للتذكير بعدم قضم الأظافر.

يبدأ الأطفال في أغلب الأحيان بقضم أظافرهم عندما يواجهون مشاكل في المدرسة أو مع الأصدقاء. تحدثي مع الطفل حول مسببات الإجهاد أو القلق في المدرسة. غالبا ما يتوقف الأطفال عن قضم أظافرهم عندما يفهمون سبب الضغوط النفسية التي يعرضون لها. من المهم كذلك إيقاف الطفل عن قضم أظافره بإحدى الوسائل التي ذكرنها آنفا وأكثر نفعا الدواء المر.
لقد أثبتت عدة دراسات فعالية تقنية الفصل للسلوكيات المتكررة التي تركز على الجسم لعلاج مشكلة قضم الأظافر.

## المشاكل التي يمكن أن تتطور من قضم الأظافر
- يمكن أن يسبّب قضم الأظافر مشكلة لأطراف الأصابع بحيث تصبح حمراء ومتقرحة ومعرضة للنزف.
- كذلك يزيد قضم الأظافر من خطر الإصابة بالتهابات الأظافر والفم، التي تشمل العديد من مشاكل الأسنان وإصابات اللثة.
- كذلك يمكن أن يسبب قضم الأظافر على المدى البعيد حدوث تشوهات في الظفر، وخلل في نموها، وقد تنتقل إلى الأجيال اللاحقة. بالإضافة إلى ما يخلفه هذا السلوك من أظافر مقضومة ومشوهة تبعث على الخجل وتضيف نوعاً من القلق على نفسية الشخص.